# Monasterio de Santa María (Meira)
Santa María de Meira es un monasterio medieval del que se conservan la iglesia y parte de las edificaciones monásticas. Está situado a unos 32 kilómetros de la ciudad de Lugo, en la parroquia de Meira perteneciente al municipio del mismo nombre.

### Fuentes

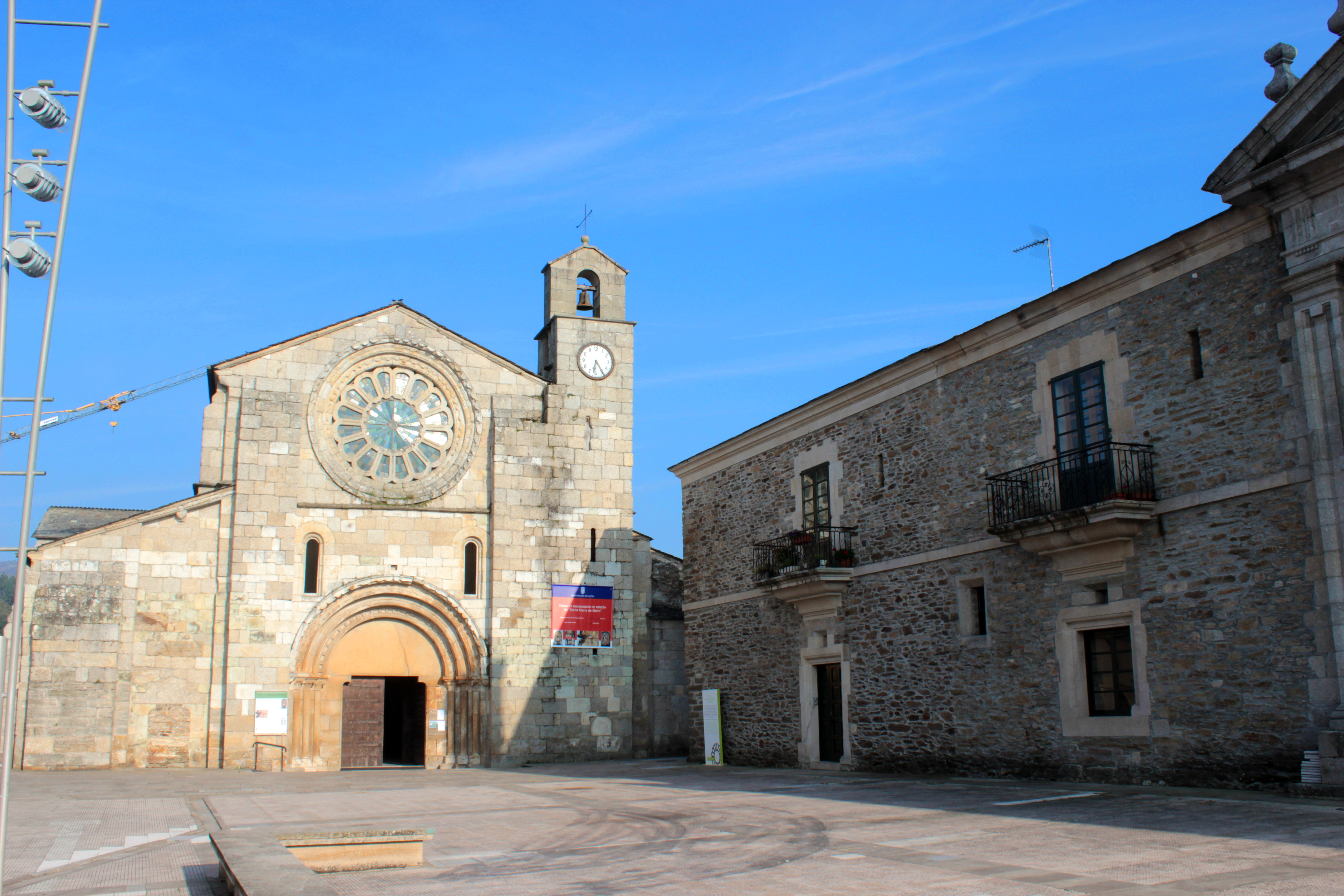
Fachada principal de la iglesia

## Historia

### Fundación
Los fondos del archivo de Meira no conservan noticias de la carta fundacional de la casa. A pesar de esto se puede afirmar que su fundación fue fruto de la llegada al poder de Alfonso VII.
El padre Yepes, en sue obra Crónica General de la Orden de San Benito, hace referencia a una noticia del año 997 que alude al monasterio pero se desconoce el origen de este dato. Además el padre Yepes, y a pesar de esta referencia, ubica la fundación del monasterio en el año 1142, diferiendo en solo un año del defendido por Manrique. Por otra parte M. Domínguez Casal sitúa la fundación de la casa entre los años 1151 y 1154, basándose en que en el año 1151 se documenta una concesión hecha por Afonso VII al conde Álvaro Rodríguez de Sarria, dato que junto con otras donaciones del conde al monasterio hacen que esta autora defienda la fundación del monasterio por parte de este personaje. Otros autores persisten en discrepar en la fecha de fundación, como el profesor Lucas Álvarez, que opta por situar en el año 1144 la incorporación de la comunidad a la Orden del Císter y su fundación pocos años antes.
De esta forma se puede considerar la fundación de este monasterio como un ejemplo más de las fundaciones familiares que fueron habituales en la época, aunque esta hipótesis no carece de interrogantes, y que hace pensar a otros autores de una fundación de origen regia.
Documentalmente la realidad es que el primer documento que se refiere a este monasterio data del año 1154.

## Descripción
De los edificios conventuales, en la actualidad sólo se conserva la iglesia. Construida en el austero estilo cisterciense, fue consagrada el 3 de julio de 1258 por el obispo  Martín de Lugo.
El monasterio desde sus inicios realizó actividades económicas a través de las tres formas clásicas: donaciones, compraventas y cambios. La mayor parte de ellas fueron hechas hasta el año 1350, pudiéndose señalar hasta 446 donaciones y 180 compras, que representan el 81% del total de las adquisiciones documentadas.